# Gordiusz
Gordiusz – imię męskie pochodzenia łacińskiego, oznaczające „pochodzący z Gordion” (miasta we Frygii, w Azji Mniejszej).
Patronem tego imienia jest św. Gordiusz, setnik, zm. ok. 304 roku w Cezarei.
Gordiusz w innych językach: 
- rosyjski – Гордий[1].

Gordiusz imieniny obchodzi 3 stycznia.
Por. też: Gordias (Gordios, Gordius)